# Ваиль аш-Шехри
Ваиль Мухаммед аш-Шехри (араб. وائل الشهري‎; 31 июля 1973, Асир, Саудовская Аравия — 11 сентября 2001, Манхэттен, Нью-Йорк, США) — террорист-смертник и авиаугонщик саудовского происхождения, связанный с Аль-Каидой. Один из 19 смертников, осуществивших теракты 11 сентября 2001 года. Один из пятерых угонщиков, захвативших самолёт Boeing 767-223ER рейса American Airlines 11, врезавшийся в Северную башню Всемирного Торгового Центра.

## Ранняя биография и образование
Ваиль аш-Шехри и его младший брат Валид были родом из Хамис-Мушайта, города в округе Асир, бедном регионе на юго-западе Саудовской Аравии у йеменской границы. Шехри родился в Аннамсе и рос в районе Ум-Сараар города Хамис-Мушайт. У него было десять братьев и одна сестра. Несколько из братьев Ваиля стали саудовскими военными, их дядя был майором в армии и начальником по логистике. Отец братьев аш-Шехри, Мухаммед Али Асгли аш-Шехри, работал автомобильным дилером. Выходные семья часто проводила время вместе на побережье Красного моря. Семья строго придерживались ваххабистского направления в исламе, запрещающего многие элементы современности. Так например, семья аш-Шехри не имела спутникового телевидения или интернет, родители запрещали братьям слушать музыку и иметь контакты с девушками. Некоторые из старших братьев Ваиля побывали в США и могли разговаривать на английском языке; Ваиль же лишь немного знал английский.
Во время учёбы в средней школе и колледже Ваиль аш-Шехри стал глубоко верующим и посещал местную мечеть ас-Секли, возведённую его семьёй. Шехри также часто поcещал правительственные религиозные лагеря в Саудовской Аравии. В это время увлечение религией в Саудовской Аравии было сильно, особенно в округе Асир. Многие молодые люди в регионе боготворили Усаму бен Ладена, который имел родственные связи в Асире. Отец Ваиля был другом отца Усамы бен Ладена, Мухаммеда ибн Авада бен Ладена. Двое других террористов Ахмед аль-Нами и Моханд аш-Шехри также были родом из тех же мест в Саудовской Аравии, что и семья аш-Шехри.
Окончив педагогический колледж в Абхе в 1999 году, Ваиль аш-Шехри устроился на работу учителем физкультуры в начальной школе на авиабазе в Хамис-Мушайте. Проработав пять месяцев, Ваиль аш-Шехри взял отпуск из-за психического расстройства и депрессии. Вместо обычной терапии Ваиль запросил консультации у представителей мусульманского духовенства и надеялся, что поездка в Медину ему поможет. Лечение ему заменяло чтение шейхом сур из Корана. Он отправился в Медину вместе со своим младшим братом Валидом. После терактов 11 сентября нашлись свидетели, которые видели братьев аш-Шехри в Медине.

## Афганистан
Ваиль и Валид аш-Шехри исчезли после поездки в Медину, позвонив своему отцу лишь раз; в разговоре братья говорили смутно о том, когда вернутся. Оба выражали заинтересованность в присоединении к джихаду в Чечне, хотя, возможно, отправлялись в Афганистан. Перед тем как исчезнуть, братья аш-Шехри отправились в мечеть аш-Секли и принесли клятву приверженности к джихаду, как это сделали Ахмед аль-Нами и Саид аль-Гамди. Ваиль руководил церемонией, назвав себя Моссаебом Абу аль-Джануби, по имени одного из сподвижников пророка Мухаммеда.
В марте 2000 года Ваиль уехал в Пакистан с братом Валидом и Ахмедом аль-Нами; позже они оказались в Афганистане. Ваиль аш-Шехри прошёл стандартный путь для новобранца Аль-Каиды в Афганистане, проведя время в тренировочном лагере Хальден, а затем — в Аль-Фаруке, недалеко от Кандагара. Подробности о том, как угонщики-не пилоты были выбраны для теракта 11 сентября, туманны. Известно, что их избирали ведущие лидеры Аль-Каиды в 2000 году из тысяч добровольцев в тренировочных лагерях Афганистана. Наиболее способные и мотивированные из добровольцев в «Аль-Фаруке», а также граждане Саудовской Аравии, оказались наилучшими кандидатами. Саудовское гражданство давало им преимущество в получении американских виз. Директор ЦРУ Джордж Тенет позже сказал, что угонщики, которые были не пилотами, вероятно, мало знали о своей миссии в США.
Ваиль, как и другие будущие угонщики, пройдя обучение в Афганистане, получил 2 000$, чтобы вернуться в Саудовскую Аравию и оформить новые паспорта и визы. Братья аш-Шехри оформили документы не без помощи родственника, работавшего в саудовском паспортном столе. Ваиль и Валид аш-Шехри получили паспорта 3 октября 2000 года, а визы США — 24 октября.
В конце 2000 года Ваиль отправился в ОАЭ. По данным Комиссии 9/11, в середине ноября 2000 года три будущих угонщика (Ваиль аш-Шехри, Валид аш-Шехри и Ахмед аль-Нами) ездили группой из Саудовской Аравии в Бейрут, затем в Иран, а оттуда они могли перебраться в Афганистан и путешествовать там без необходимости отметки об этом в паспорте.
В марте 2001 года Ваиль аш-Шехри, Ахмед аль-Нами, Хамза аль-Гамди и Ахмед аль-Гамди записали своё видеообращение, которое было показано в эфире Аль-Джазиры в сентябре 2002 года. Ваиль аш-Шехри на этой записи изучал карты и лётные инструкции, но не говорил. 7 сентября 2006 года было продемонстрировано видео, где Ваиль, ещё будучи в Афганистане, записал своё посмертное послание.

## США
5 июня 2001 года Ваиль получил международное водительское удостоверение, которое было выдано в Шардже (ОАЭ). Ваиль аш-Шехри прибыл вместе с другим будущим угонщиком Ахмедом аль-Хазнави в Международный аэропорт Майами, через Лондон из Дубая 8 июня. Оба они выступали в качестве туристов со сроком пребывания до шести месяцев. 18 июня аш-Шехри открыл банковский счёт в SunTrust Bank с депозитом в размере $8 000, которые пришли по дорожным чекам Американ Экспресс, приобретёнными 7 июня в ОАЭ.
Аш-Шехри поселился в недорогом отеле Homing Inn в Бойнтон-Биче 21 июня, поделив комнату с братом Валидом и Сатамом ас-Суками. Летом Ваиль вместе с Валидом и ас-Суками в течение месяца ходили заниматься в спортзал в Бойнтон-Биче, принадлежащий Джим Вуларду (Мухаммед Атта и Марван аш-Шеххи также тренировались в тренажёрном зале, принадлежащем Вуларду, но в городе Делрей-Бич). В течение лета 2001 года Ваиль регулярно пользовался компьютером в публичной библиотеке Делрей-Бича.
28 августа братья аш-Шехри зарезервировали за собой места на рейс 11 American Airlines 11 сентября 2001 года, используя Mail Boxes Etc. 3 сентября они связывались с авиакомпанией по телефону, чтобы поменять свои первоначальные места на другие. Братья аш-Шехри вылетели из Флориды в Бостон 5 сентября. Они остановились в отеле Park Inn, в городе Честнат-Хилл (штат Массачусетс) в тот же день, сняв номер 432. Абдулазиз аль-Омари, возможно, также провёл ночь в отеле Park Inn перед отъездом с Мухаммедом Аттой в Портленд (штат Мэн) 10 сентября 2001 года.

## Атаки
Братья аш-Шехри и Абдулазиз аль-Омари прибыли вместе в аэропорт Логан в 06:45 утром 11 сентября 2001 года, оставив арендованный Ford Focus на парковке аэропорта. При прохождении проверки в аэропорте все трое были выбраны компьютерной системой CAPPS, которая требовала дополнительного досмотра их багажа на наличие взрывчатых веществ и позволяла обойтись без дополнительного досмотра на пассажирском контрольно-пропускном пункте безопасности.
В 7:40 утра, все пятеро угонщиков были на борту самолёта, который в 7:45 утра должен был начать взлёт. Ваиль и Валид аш-Шехри сидели вместе в первом классе на местах 2А и 2B соответственно.В 8:14,самолёт был захвачен и в 8:46 врезался в Северную башню ВТЦ.